# 伊丽莎白·鲍姆-施奈德
伊丽莎白·鲍姆-施奈德（法語：Élisabeth Baume-Schneider；1963年12月24日—），瑞士政治人物，2023年起瑞士联邦委员会委员，曾任汝拉州政府成员，瑞士社會民主黨党员。

## 早年经历
鲍姆-施奈德生于聖伊米耶的农民家庭，祖父母来自伯恩州湖泊地区。1983年，她在拉紹德封高中毕业，之后就读于纳沙泰尔大学社会学系，1987年获执业学位。1989年至2002年，在自由山脉区担任社工，其后进入汝拉州政府。

## 从政经历
从政早期，鲍姆-施奈德深受波兰团结工会影响，加入了国际特赦组织及社会主义工人党，最终加入瑞士社會民主黨。1995年，她加入汝拉州大理事会，2000年担任理事会主席。2002年12月至2015年，担任汝拉州政府成员，任教育、文化及体育部长，期间当选汝拉地区高等专业学院战略委员会主席。汝拉州理事会主席任内，通过谈判推动穆捷从德语人士占多数的伯恩州划入法语人士占多数的汝拉州，同时在汝拉州设立双语高中文凭考试。
2019年瑞士聯邦選舉，鲍姆-施奈德当选瑞士联邦院议员。2020年1月，当选应用科学大学顾问委员会委员。
2022年11月，鲍姆-施奈德宣布参选联邦委员会委员。在同年12月举行的2022年瑞士联邦选举中，鲍姆-施奈德成功当选联邦委员会委员，接任退休的西莫內塔·索馬魯加，成为瑞士成立时间最短州分汝拉州的第一位联邦委员。然而鲍姆-施奈德的胜选颇受争议，这代表着占瑞士人口多数的瑞士德语区在联邦委员会的代表不足，七名委员中只有三人来自德语区。其后伊丽莎白接替就任财政部长的卡琳·凯勒-祖特尔，担任司法警察部长。
2024年1月，鲍姆-施奈德接替阿蘭·貝爾塞出任内政部长。

## 个人生活
鲍姆-施奈德已婚，有两个孩子，第二个孩子是担任汝拉州大理事会主席期间出生。